# Герб Губкинского
Герб муниципального образования город Губкинский Ямало-Ненецкого автономного округа Тюменской области Российской Федерации — опозновательно-правовой знак, составленный и употребляемый в соответствии с правилами геральдики, являющийся официальным символом местного самоуправления.
Герб утверждён решением № 106 Муниципального комитета муниципального образования посёлок Губкинский Пуровского района 28 августа 1996 года.
Герб внесён в Государственный геральдический регистр Российской Федерации с присвоением регистрационного номера 480.

## Описание герба
«Щит разделённый лазоревой волнистой левой перевязью, снизу и сверху только окаймлённой золотом, вверху в серебряном поле — падающая косвенно слева капля, сверху окаймлённая двойной каймой: широкой голубой — снаружи, и узкой золотой — внутри, внизу — червлёное и золотое поле скошено слева малыми стропилами».

## История герба
Герб посёлка Губкинского был утверждён 28 августа 1996 года решением Муниципального комитета муниципального образования посёлок Губкинский Пуровского района. Описание герба гласило:«Щит, разделённый на серебряное и красное поля голубой волнообразной перевязью, скошенной слева. В серебряном поле в верхнем правом углу щита — чёрная капля, обременённая возникающей голубой, символизирующая нефть и газ. В красном поле в нижнем левом углу — возникающий золотой орнамент в виде стилизованных рогов оленя. Символы и контуры щита окаймлены золотой каймой».
Регистрацию герба в Геральдическом совете было решено пройти после решения вопроса об изменении статуса посёлка Губкинского и утверждения его наименования.
В 1996 году Губкинский получил статус города окружного значения.
29 апреля 1999 года решением № 182 Городской думы муниципального образования город Губкинский было принято Положение о гербе города, в котором было закреплено геральдическое описание герба.
29 мая 2006 года, в целях обеспечения наиболее чёткой регламентации использования официальных символов муниципального образования город Губкинский органами местного самоуправления, предприятиями, учреждениями и организациями на территории города Губкинского, было принято Решение Городской Думы МО город Губкинский № 78 «Об утверждении Положения об официальных символах муниципального образования город Губкинский»